# السياسة الجنائية
السياسة الجنائية. أخذا بتعريف ميراي دلماس-مارتي (Mireille Delmas-Marty)، يشمل مجموعة أساليب عبر أيّ فرع اجتماعي ينظم الإجابة عن الجريمة. والهدف الأساسي هو الحفاظ على النظام الاجتماعي. ويتألف من التدابير الوقائية (التعليم، والأسرة، والعمل، الخ)، والإجراءات القمعية (السجن، وما إلى ذلك). هو فن صعب يبحث عن التوازن بين فعالية هذه التدابير والآثار السلبية الناتجة عنها، وبخاصة انتهاكات حقوق الإنسان والحريات.
العلوم الجنائية (علم الجريمة والطب الشرعي، والقانون الجنائي، وعلم النفس الجنائي وعلم الاجتماع على وجه الخصوص) تضم قاعدة أساسية بدءا بما بنيت السياسة الجنائية.

## وصلات خارجية
- Mireille Delmas-Marty [الفرنسية]